# Niesłusz (gromada)
Niesłusz (od 1 I 1958 Morzysław) – dawna gromada, czyli najmniejsza jednostka podziału terytorialnego Polskiej Rzeczypospolitej Ludowej w latach 1954–1972.
Gromady, z gromadzkimi radami narodowymi (GRN) jako organami władzy najniższego stopnia na wsi, funkcjonowały od reformy reorganizującej administrację wiejską przeprowadzonej jesienią 1954 do momentu ich zniesienia z dniem 1 stycznia 1973, tym samym wypierając organizację gminną w latach 1954–1972.
Gromadę Niesłusz z siedzibą GRN w Niesłuszu (obecnie w granicach Konina) utworzono – jako jedną z 8759 gromad na obszarze Polski – w powiecie konińskim w woj. poznańskim, na mocy uchwały nr 25/54 WRN w Poznaniu z dnia 5 października 1954. W skład jednostki weszły obszary dotychczasowych gromad Morzysław, Międzylesie i Niesłusz oraz miejscowości Kopalnia Węgla Brunatnego "Konin" i Marantów (leśniczówka) z dotychczasowej gromady Maliniec ze zniesionej gminy Gosławice w tymże powiecie. Dla gromady ustalono 21 członków gromadzkiej rady narodowej.
Gromadę zniesiono 1 stycznia 1958 w związku z przeniesieniem siedziby GRN z Niesłusza do Morzysławia i zmianą nazwy jednostki na gromada Morzysław.